# Jean-François Marie de Bongard
Jean Francois Marie de Bongard ou Bongars, né le 11 mars 1758 à Rieux, mort le 11 mars 1833 à Gournay-en-Bray, est un général français de la révolution et de l’Empire.

## États de service
Il entre en service en 1770 dans les pages du Roi. Chef d’escadron en 1788, il émigre en 1791, et il sert dans l’armée de Condé, puis il passe au service du prince Hohenzollern-Hechingen en 1803, qui le fit écuyer et le nomme colonel en 1804.
En 1808, il est attaché au service du roi de Westphalie Jérôme Bonaparte qui le nomme colonel, le 17 janvier 1808, au 1er Bataillon d’infanterie légère Westphalien. Promu général de brigade le 23 avril 1809 et général de division le 9 janvier 1812, il reprend du service en France le 22 décembre 1813, avec le grade de général de brigade.
Il est mis à la retraite par les Bourbons après les Cent-Jours.
Il est élu maire de Gournay-en-Bray de 1826 à 1830, et fait chevalier de la Légion d'honneur le 1er novembre 1828.

## Famille
Il est le fils de Jean Michel David de Bongars (né en 1727), seigneur de Roquigny, et d'Anne Cécile Bouchut (née vers 1735).
Le 29 janvier 1799, il épouse à Rosenfeld (Allemagne), Elizabeth Wilhemine Holland (née le 7 février 1772 à Rosenfeld). De cette union est né Frédéric François (1799-1881), qui épousa Delphine de Montaigu (née vers 1802 et décédée en 1861), fille du chambellan de Napoléon Ier, Auguste Louis Gabriel de Montaigu (1780-1846).
Sa sœur, Jeanne Anne Elisabeth de Bongars (1761-1846), épouse en 1781 Guy Lancelot vicomte de Turpin de Crissé. Elle est connue sous le nom de vicomtesse de Turpin-Crissé comme un des acteurs majeurs de la pacification de la Vendée.
Son frère, Joseph Barthelemy Clair vicomte de Bongars, né en 1762, est aussi fait chevalier de la Légion d'honneur, puis commandeur.

## Sources
- « Cote LH/279/51 », base Léonore, ministère français de la Culture